# Kedrostis africana
Kedrostis africana är en gurkväxtart som först beskrevs av Carl von Linné, och fick sitt nu gällande namn av Célestin Alfred Cogniaux. Kedrostis africana ingår i släktet Kedrostis och familjen gurkväxter. Inga underarter finns listade i Catalogue of Life.